# Przeworno (stacja kolejowa)
Przeworno – nieistniejąca stacja kolejowa na zlikwidowanej linii kolejowej nr 321 i nr 313, w miejscowości Przeworno, w województwie dolnośląskim, w powiecie strzelińskim, w gminie Przeworno, w Polsce.